# Backen, Marks kommun
Backen är en ort i Örby socken i Marks kommun i Västergötland. SCB klassade som småort mellan 1995 och 2000, med det missvisande namnet Mos + Hanatorp. Vid avgränsningen 2020, men ej längre 2023, klassades bebyggelsen åter som en småort.